# I'm So Bored with the USA
"I'm So Bored with the USA" (Português: Estou tão entediado com os EUA) é uma canção composta por Joe Strummer e Mick Jones e gravada pela banda que integravam, o Clash, no álbum estréia homônimo deles, lançado em 8 de abril de 1977.

## Informação
A letra original da canção, escrita por Jones, era completamente diferente, sendo esta intitulada "I'm So Bored With You" (Estou tão entediado com você). De acordo com o livro The Complete Clash, de Keith Topping, a letra original da canção teria sido escrita sobre a namorada de Jones na época, que também teria sido tema da canção "Deny".
Nas primeiras gravações da banda, como o popular bootleg 5 Go Mad At The Roundhouse, a canção é interpretada com sua letra original. Entretanto, durante o concerto em 20 de setembro de 1976 em Roundhouse, Camden a canção foi interpretada com a letra modificada.

### Temas
A letra da canção faz exatamente o que seu título sugere: condena vários aspectos da sociedade estadunidense, criticando o vício em drogas (em especial heroína) de membros do Exército dos EUA, o apoio do governo federal a ditaduras no Terceiro Mundo (mais tarde denunciado pela banda também na canção "Washington Bullets", do álbum Sandinista!), a cultura do surfe e Starsky and Hutch e Kojak, dois populares programas policiais da televisão estadunidense de então. A canção também citica Richard Nixon, mencionando o escândalo de Watergate.
De acordo com Jones, a crítica da canção "sempre foi desconstruída quando a tocávamos nos Estados Unidos". Para ele, a principal crítica da canção é em relação à americanização da Europa e, em particular, do Reino Unido, seu país de origem.

## Regravações
A banda canadense de indie rock Arcade Fire costuma interpretar o refrão da canção em shows, antes de começar a tocar "Windowsill".

## bibliografia
- Gilbert, Pat (2005) [2004]. Passion Is a Fashion: The Real Story of The Clash 4th ed. London: Aurum Press. ISBN 1-84513-113-4. OCLC 61177239
- Gray, Marcus (2005) [1995]. The Clash: Return of the Last Gang in Town 5th revised ed. London: Helter Skelter. ISBN 1-905139-10-1. OCLC 60668626
- Green, Johnny; Garry Barker (2003) [1997]. A Riot of Our Own: Night and Day with The Clash 3rd ed. London: Orion. ISBN 0-7528-5843-2. OCLC 52990890
- Gruen, Bob; Chris Salewicz (2004) [2001]. The Clash 3rd ed. London: Omnibus. ISBN 1-903399-34-3. OCLC 69241279
- Needs, Kris (25 de janeiro de 2005). Joe Strummer and the Legend of the Clash. London: Plexus. ISBN 0-85965-348-X. OCLC 53155325
- Topping, Keith (2004) [2003]. The Complete Clash 2nd ed. Richmond: Reynolds & Hearn. ISBN 1-903111-70-6. OCLC 63129186